# مریم جمعه فرج
مریم جمعه فرج (۱۹۵۶ - ۲۰۱۹) نویسندهٔ داستان کوتاه اهل امارات متحده عربی بود.
از آثار وی می‌توان به ماء و الفیروز اشاره کرد. برخی از آثار او به زبان انگلیسی گردآوری شده است.
فرج در سال ۲۰۱۹ درگذشت.